# Djenou
Djenou (ou Djenoun) est une localité du Cameroun située dans la région de l'Est et le département du Haut-Nyong. Elle fait partie de l'arrondissement (commune) de Lomié.

## Population
En 1964-1965 on y a dénombré 393 habitants, principalement des Dzimou, également 91 pygmées Baka. À cette date, le village disposait d'un marché périodique et d'une école publique à cycle incomplet.
Lors du recensement de 2005, la localité comptait 572 habitants.